# Эрджан, Серай
Сера́й Эрджа́н  (тур. Seray Ercan; род. 1 января 1993, Измир) — турецкая актриса

 театра и телевидения.

## Биография и карьера
Серай Эрджан родилась 1 января 1993 года в Измире (Турция). Она обучалась театральному мастерству со школьных лет, затем, в университетские годы, начала профессиональную карьеру, присоединившись к Ханьскому театру. Окончила факультет пищевой инженерии Эгейского университета, после чего переехала в Стамбул.
В 2019 году Эрджан сыграла роль Эбру в телесериале «Дорогое прошлое». В 2020 году она сыграла в телесериалах «Неверный» и «Жестокий Стамбул». В 2021 году сыграла в телесериале «Покаяние».

## Фильмография
| Год  |   | Русское название | Оригинальное название | Роль |
| ---- | - | ---------------- | --------------------- | ---- |
| 2019 | с | Дорогое прошлое  | Sevgili Geçmiş        | Эбру |
| 2020 | с | Неверный         | Sadakatsiz            |      |
| 2020 | с | Жестокий Стамбул | Zalim İstanbul        | Озге |
| 2021 | с | Покаяние         | Kefaret               |      |
| 2023 | с | Королева         | Kraliçe               |      |
| 2023 | с | Нарядное пугало  | Terzi                 |      |

## Театральные роли
- 2019 — «На границе» / Sınırda

## Награды
- 2017 — Театральная премия Бедиа Муваххит в категории «Самая успешная актриса года в комедии»